# Johanna ter Steege
Johanna ter Steege est une actrice néerlandaise née le 10 mai 1961 à Wierden.

## Filmographie
- 1988 : L'Homme qui voulait savoir (Spoorloos) : Saskia Wagter
- 1990 : Vincent et Théo (Vincent & Theo) : Jo Bonger
- 1991 : J'entends plus la guitare : Marianne
- 1991 : Meeting Venus : Monique Angelo
- 1992 - Chère Emma (Édes Emma, drága Böbe - vázlatok, aktok) d'István Szabó : Emma
- 1992 : De bunker : Mevrouw Kleinveld
- 1993 : La Naissance de l'amour : Ulrika
- 1994 : Ludwig van B. : Johanna Reiss
- 1995 : Tot ziens : Laura
- 1996 : Mama's Proefkonijn : Odille
- 1996 : Le Cœur fantôme : Mona
- 1997 : Für immer und immer : Susanna Eggers
- 1997 : Paradise Road : Sœur Wilhelminia
- 1999 : Rembrandt : Saskia Uylenburgh
- 1999 : Een vrouw van het noorden : Emilie van Thuile
- 2000 : Hanna lacht : Mother
- 2000 : Mariken : Gravin
- 2001 : Passing Future - 3 Solo's : Vera
- 2002 : Das Jahr der ersten Küsse : Tristans Mutter
- 2003 : Au-delà de la lune (Verder dan de maan) : Ita Werner
- 2004 : Sergeant Pepper : Anna Singer
- 2005 : Guernesey : Bobby
- 2005 : Een ander zijn geluk : Ann
- 2005 : De partizane : Louise
- 2007 : Magic Paris : Kate
- 2007 : L'Été indien d'Alain Raoust : Johanna
- 2009 : Last Conversation : Anna
- 2009 : Le Bel Âge de Laurent Perreau : Madeleine
- 2014 : À la vie de Jean-Jacques Zilbermann : Lili
- 2016 : History's Future (en) de Fiona Tan : La thérapeute
- 2018 : Maya de Mia Hansen-Løve : Johanna

## Note
- Johanna ter Steege devait jouer le rôle de Tania dans le film non réalisé de Stanley Kubrick, Aryan Papers[réf. nécessaire]